# Fernando Calero
Fernando Calero Villa, né le 14 septembre 1995 à Boecillo en Espagne, est un footballeur espagnol qui évolue au poste de défenseur central à l'Espanyol de Barcelone.

## Biographie

### Real Valladolid
Natif de Boecillo, dans la Province de Valladolid en Espagne, Fernando Calero est formé au Real Valladolid, club de sa région, qu'il rejoint en 2004. Il y passe une grande partie de sa formation avant de rejoindre en 2011 le centre de formation du Málaga CF. Avec ce club, il ne joue qu'avec les jeunes et avec l'équipe réserve, ne faisant aucune apparition avec l'équipe première. Il retourne en 2016 au Real Valladolid, le club de ses débuts.
Après une saison avec l'équipe réserve, il est annoncé, le 8 août 2017, que Fernando Calero intègre l'équipe première, où le coach Luis César Sampedro souhaite lui donner sa chance. Le Real Valladolid évolue en deuxième division lorsque Calero est intégré à l'équipe une. Le 6 septembre 2017, il joue son premier match à l'occasion d'une rencontre de Coupe du Roi face au SD Huesca, que son équipe remporte par deux buts à zéro. Lors de la fin de cette saison 2017-2018, il s'impose comme un titulaire et participe au bon parcours de son équipe en championnat, qui termine 5e, et dispute même les barrages de promotion pour l'accession en première division. Le Real Valladolid obtient finalement sa place pour jouer dans l'élite pour la saison suivante.
Calero découvre donc la Liga lors de la saison 2018-2019, saison qu'il débute en tant que titulaire en défense centrale. Il joue son premier match en Liga lors de la première journée, le 17 août 2018, face à Gérone (0-0). Le 15 décembre 2018, il inscrit son premier but en première division, lors d'une défaite de son équipe face à l'Atlético de Madrid (2-3). Titulaire indiscutable dans la défense de Valladolid, il prend part à 36 matchs sur 38 possibles cette saison là, et contribue au maintien du club en première division, le club terminant 16e du championnat.

### Espanyol de Barcelone
Le 9 août 2019, Calero est transféré à l'Espanyol de Barcelone pour un montant de huit millions d'euros,. 
Calero fait ses débuts pour le club le 18 août 2019 en remplaçant Facundo Ferreyra lors d'une défaite 0-2 en championnat face au Séville FC. Le défenseur peine à se montrer convaincant au sein l'effectif catalan malgré la confiance que lui donne David Gallego, semblant ne pas retrouver le niveau de sa saison précédente. Le club voit passer quatre entraîneurs au cours de la saison, et Calero perd définitivement sa place de titulaire à partir du mois de janvier, peu utilisé par Abelardo. Logiquement, après un exercice difficile, l'Espanyol est relégué, une première depuis 1993. Calero dispute 24 matchs, dont 15 de Liga mais ne marque pas de but.
La descente n'affecte pas l'avenir de Calero à l'Espanyol et il fait partie de l'effectif qui entame la saison 2020-2021.
Le 3 septembre 2023, Calero se fait remarquer en réalisant un doublé, lors d'une rencontre de championnat contre la SD Amorebieta. Ses deux buts contribuent à la victoire de son équipe (3-2 score final).